# Fosse des Sandwich du Sud

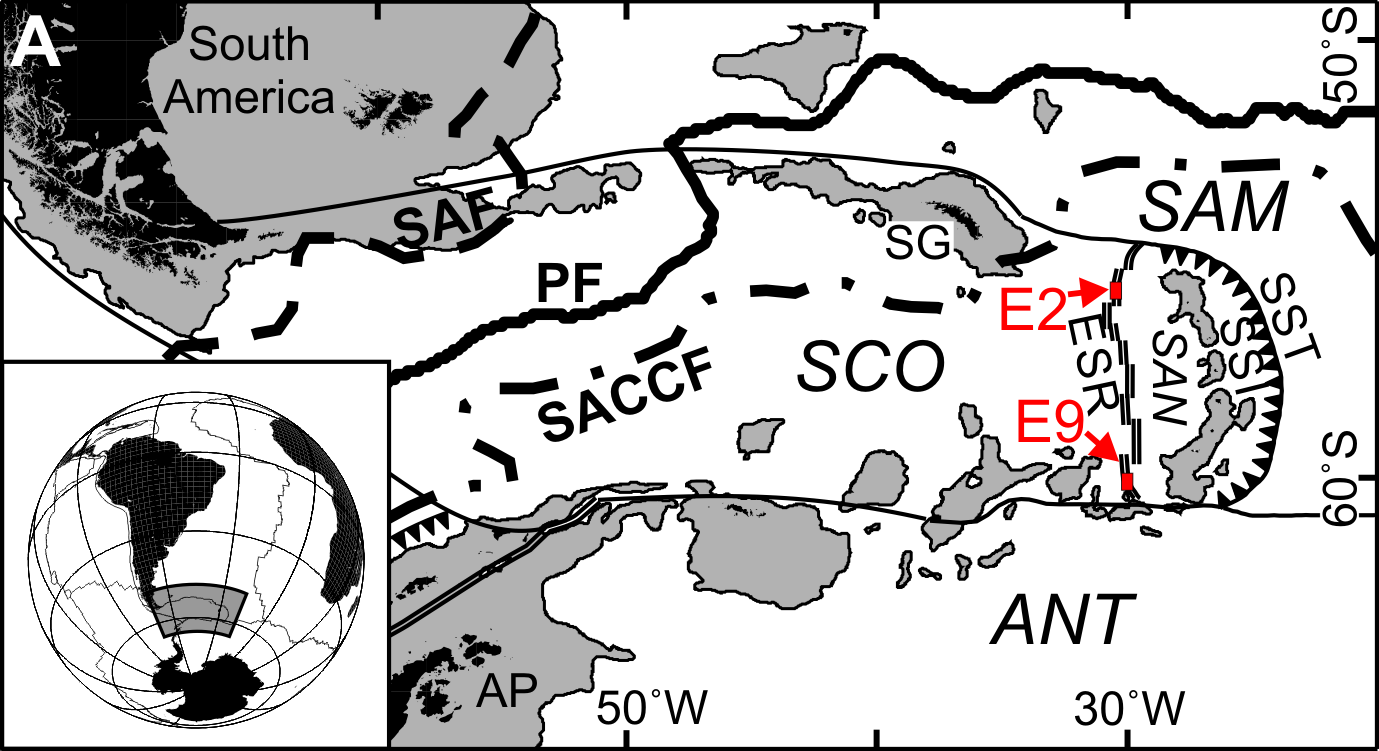
Carte géologique de la plaque Scotia (SCO) avec la fosse des Sandwich du Sud (SST) à l'est (ligne bordée de triangles noirs).

La fosse des Sandwich du Sud est une fosse océanique dans le sud de l'océan Atlantique et se prolongeant dans l'océan Austral, située à une centaine de kilomètres à l'est des îles Sandwich du Sud. C'est une fosse de subduction, due au passage de la partie méridionale de la plaque sud-américaine sous la micro-plaque des Sandwich. Cette subduction est à l'origine de l'archipel volcanique des Sandwich.
Cette fosse est la plus profonde de l'océan Atlantique Sud et la seconde plus profonde de l'océan Atlantique après la fosse de Porto Rico.
Elle a une longueur de 965 km et atteint maximal une profondeur de 8 428 mètres au point 55° 40′ S, 25° 55′ O appelé Abysse Meteor, à 122 km au nord-est de l'île Zavodovski.
La fosse s'étend vers le sud au-delà du 60e parallèle et atteint ainsi l'océan Austral, constituant le point le plus profond de cet océan en 60° sud, 24° ouest avec une profondeur de 7 235 m.

## Référence
- (en) Cet article est partiellement ou en totalité issu de l’article de Wikipédia en anglais intitulé « South Sandwich Trench » (voir la liste des auteurs).